# Letin Mengo
Letin Mengo – elektryczny samochód osobowy klasy miejskiej produkowany przez chińskie przedsiębiorstwo Levdeo w latach 2020–2023.

## Historia i opis modelu

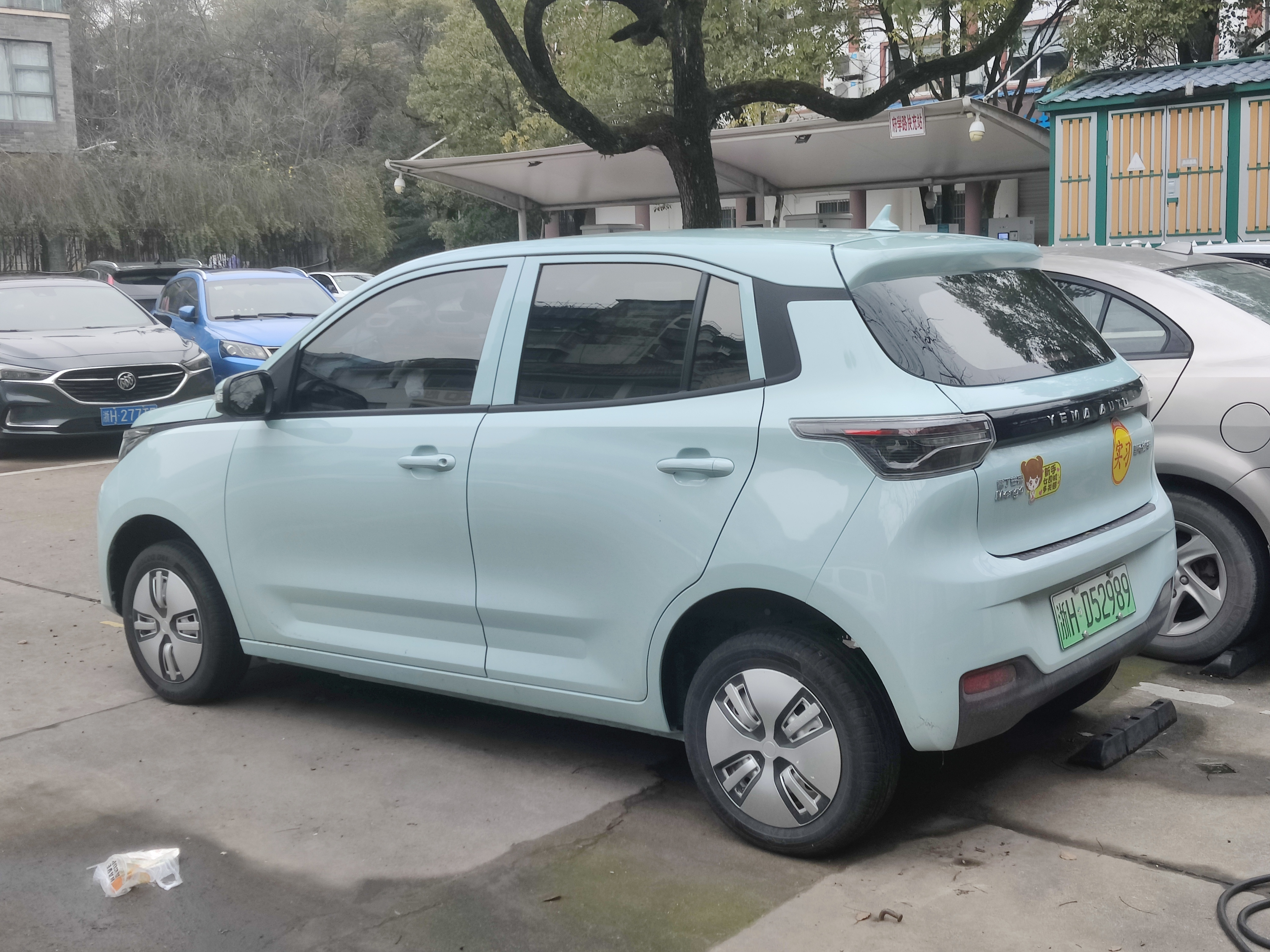
Letin Mengo - tył

W sierpniu 2020 roku chińskie przedsiębiorstwo Levdeo ogłosił rebranding na nową nazwę Letin, prezentując odświeżony projekt logo i model, na którym wyłącznie zostanie odtąd oparta oferta tego modelu na wewnętrznym rynku. Model Mengo przyjął postać niewielkiego, 5-drzwiowego hatchbacka z 4-drzwiową kabiną pasażerską.
Pod kątem wizualnym Letin Mengo zyskał wąskie proporcje nadwozia z wysoko osadzonymi reflektorami połączonymi poprzeczką imitującą chrom, a także dwubarwnym malowaniem nadwozia. Kabina pasażerska zyskała minimalistyczny wzór, z centralnie umieszczonym dotykowym ekranem systemu multimedialnego o przekątnej 9 cali.

### Sprzedaż
Letin Mengo został zbudowany z myślą o wewnętrznym rynku chińskim, jako grupę docelową określając 600 milionów mieszkańców chińskich metropolii. W momencie debiutu pojazd określono jako najtańszy samochód elektryczny na rynku.

### Dane techniczne
Mengo to samochód w pełni elektryczny napędzany przez silnik o mocy 34 KM, który rozwija maksymalny moment obrotowy 105 Nm. Pojazd dostępny jest w trzech rozmiarach baterii: 12 kWh, 18 kWh lub 30 kWh. Pozwala to przejechać na jednym ładowaniu kolejno 130, 185 lub 300 kilometrów.